# Shenzhou 16

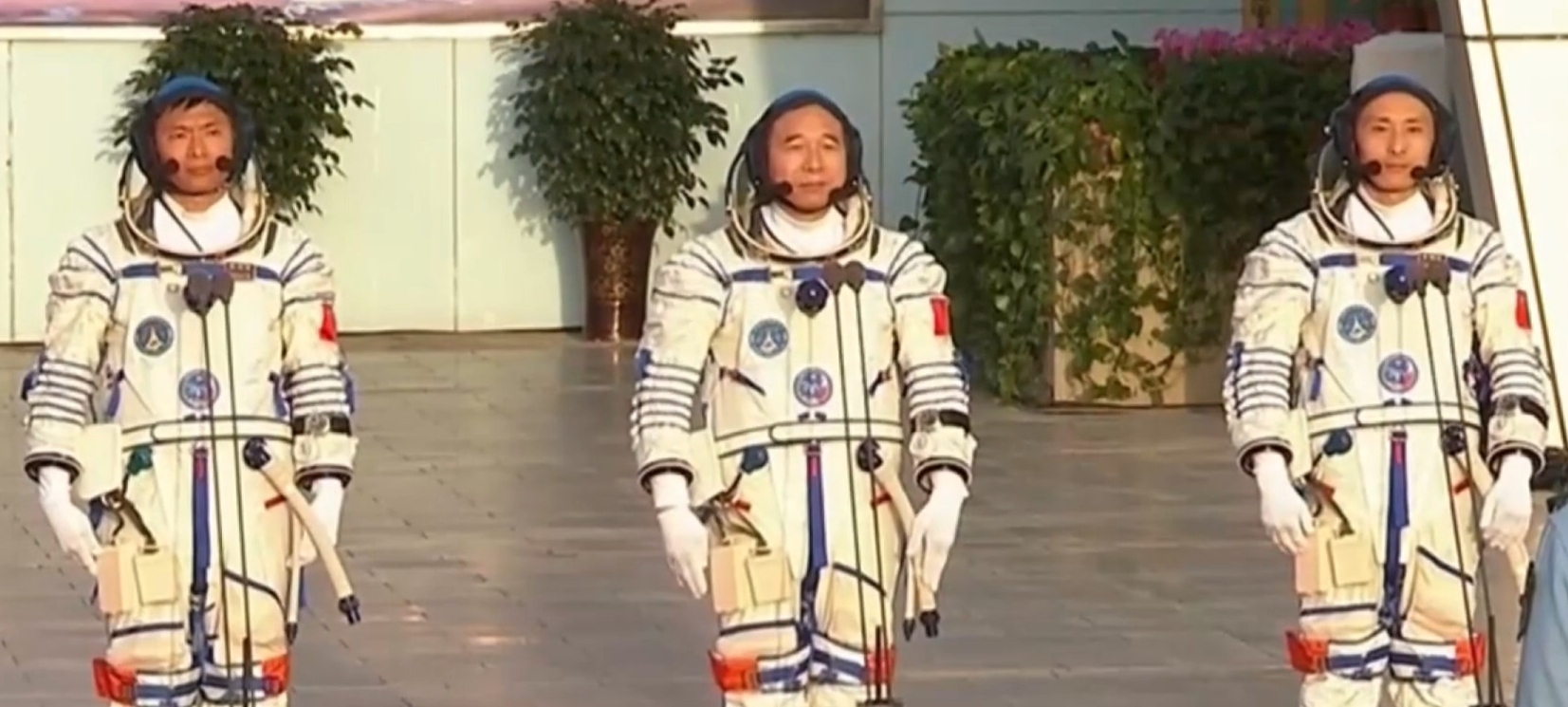
Bemanning Shenzhou 16

Shenzhou 16 (Chinees:神舟十六号, Hanyu pinyin: Shénzhōu Shíliù-hào) is een Chinese ruimtevlucht die op 30 mei 2023 werd gelanceerd. De vlucht markeerde de elfde bemande Chinese ruimtevlucht en de zestiende vlucht van het Shenzhouprogramma. Aan boord van het ruimtevaartuig waren drie taikonauten op de vijfde vlucht naar het Tiangong ruimtestation.

## Bemanning
| Positie              | Ruimtevaarder                      |
| -------------------- | ---------------------------------- |
| Commandant           | Jing Haipeng, CNSA 4e ruimtevlucht |
| Boordwerktuigkundige | Zhu Yangzhu, CNSA 1e ruimtevlucht  |
| Missiespecialist     | Gui Haichao, CNSA 1e ruimtevlucht  |

Zhu Yangzhu en Gui Haichao zijn de eerste taikonauten uit de derde selectieronde van Chinese astronauten die in 2020 zijn gekozen. Missiespecialist Gui Haichao heeft tevens een aanstelling als professor aan de Beihang Universiteit, voorheen bekend als de Universiteit van Beijing voor Lucht- en Ruimtevaart en is de eerste Chinese burger in de ruimte.

## Lancering
Op 10 mei 2023 werd het Tianzhou-6 vrachtruimtevaartuig gelanceerd naar Tiangong om voorraden, wetenschappelijke experimenten, uitrusting en drijfgas te leveren ter ondersteuning van de Shenzhou-16-missie.
Shenzhou 16 werd op 30 mei 2023 met een Lange Mars 2F-draagraket gelanceerd vanaf Lanceerbasis Jiuquan in de Gobiwoestijn en arriveerde diezelfde dag bij het Tlangong-ruimtestation.

De aankomst van Shenzhou-16 bij het Tiangong-ruimtestation markeerde de tweede overdracht van de bemanning aan boord van het station en op dat moment waren er kort zes taikonauten aan boord van het ruimtestation. De bemanning van Shenzhou 15 landde op 3 juni 2023 weer op Aarde.

## Missie
De drie taikonauten verbleven een half jaar, tot 30 oktober 2023, aan boord van het Tiangong-ruimtestation waar ze wetenschappelijke experimenten en ruimtewandelingen uitvoerden.
Ruimtevaartuig: Shenzhou · Tianzhou

Onbemand: Shenzhou 1 · Shenzhou 2 · Shenzhou 3 · Shenzhou 4 · Shenzhou 8

Bemand afgerond: Shenzhou 5 · Shenzhou 6 · Shenzhou 7 · Shenzhou 9 · Shenzhou 10 · Shenzhou 11 · Shenzhou 12 · Shenzhou 13 · Shenzhou 14 · Shenzhou 15 · Shenzhou 16 · Shenzhou 17 · Shenzhou 18

Bemand bezig: Shenzhou 19

Bemand gepland: Shenzhou 20 · Shenzhou 21

Gerelateerd: Tiangongprogramma · Tiangong 1 · Tiangong 2 · Tiangong ruimtestation · Lijst van bemande expedities naar het ruimtestation Tiangong · Lange Mars (raketfamilie) · Lanceerbasis Jiuquan